# Francisco de Echeveste
Francisco de Echeveste (Aguinaga (Usúrbil), España, 20 de noviembre de 1683 –Ciudad de México, México, 20 de octubre de 1753) fue un militar, filántropo, comerciante, administrador colonial en Filipinas y la Nueva España. General de los galeones de Filipinas y embajador del rey de España en Tonkín. Se le debe la fundación del llamado Colegio de las Vizcaínas, empresa a la que coadyuvaron Ambrosio de Meave y Manuel de Aldaco, vascos como Echeveste. El colegio, comenzó a construirse en 1732, y las obras fueron ejecutadas con derroche de medios; existe todavía y se le llama Colegio de la Paz.

## Primeros años

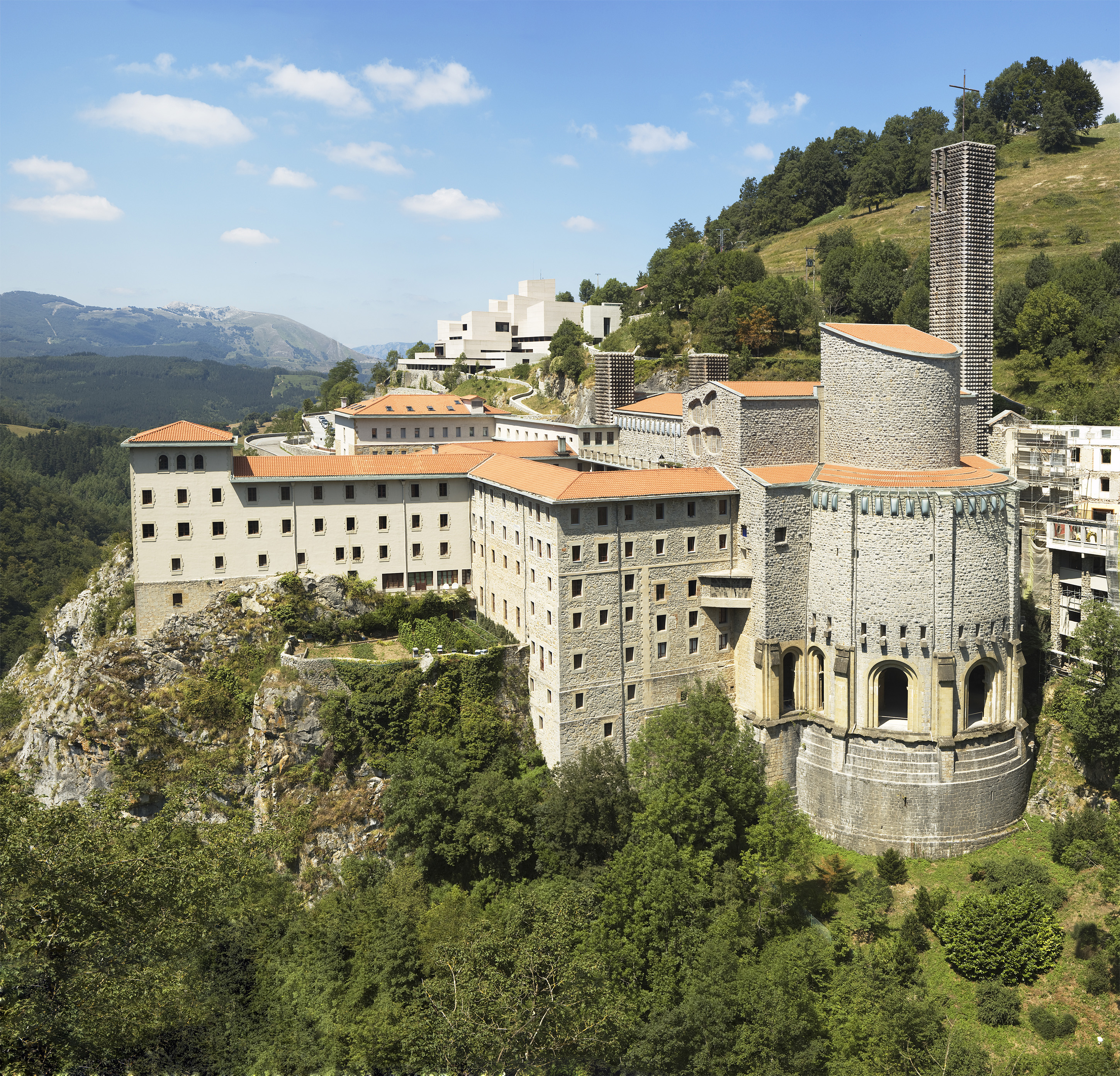
Vista del santuario de Aránzazu.

Francisco de Echeveste nació en la Universidad (o concejo) de Aguinaga en Usúrbil, un municipio de Guipúzcoa, País Vasco, el 20 de noviembre de 1683, hijo del afamado capitán Jerónimo de Echeveste y María Ana de Abalia. Al día siguiente de su nacimiento Francisco de Echeveste fue bautizado en la parroquia de San Salvador por Francisco de Aizpuru, vicario de la parroquia.
Francisco de Echeveste, junto con sus amigos Ambrosio de Meave y Manuel de Aldaco, pertenecieron a la Cofradía de Nuestra Señora de Aránzazu. Él formaba parte de la mesa directiva y en 1740 fue rector. Una de las grandes obras de la Cofradía de Nuestra Señora de Aránzazu es el Colegio de las Vizcaínas, en el cual se encuentran esfinges y pinturas de santos vascos.

## El Colegio de Las Vizcaínas

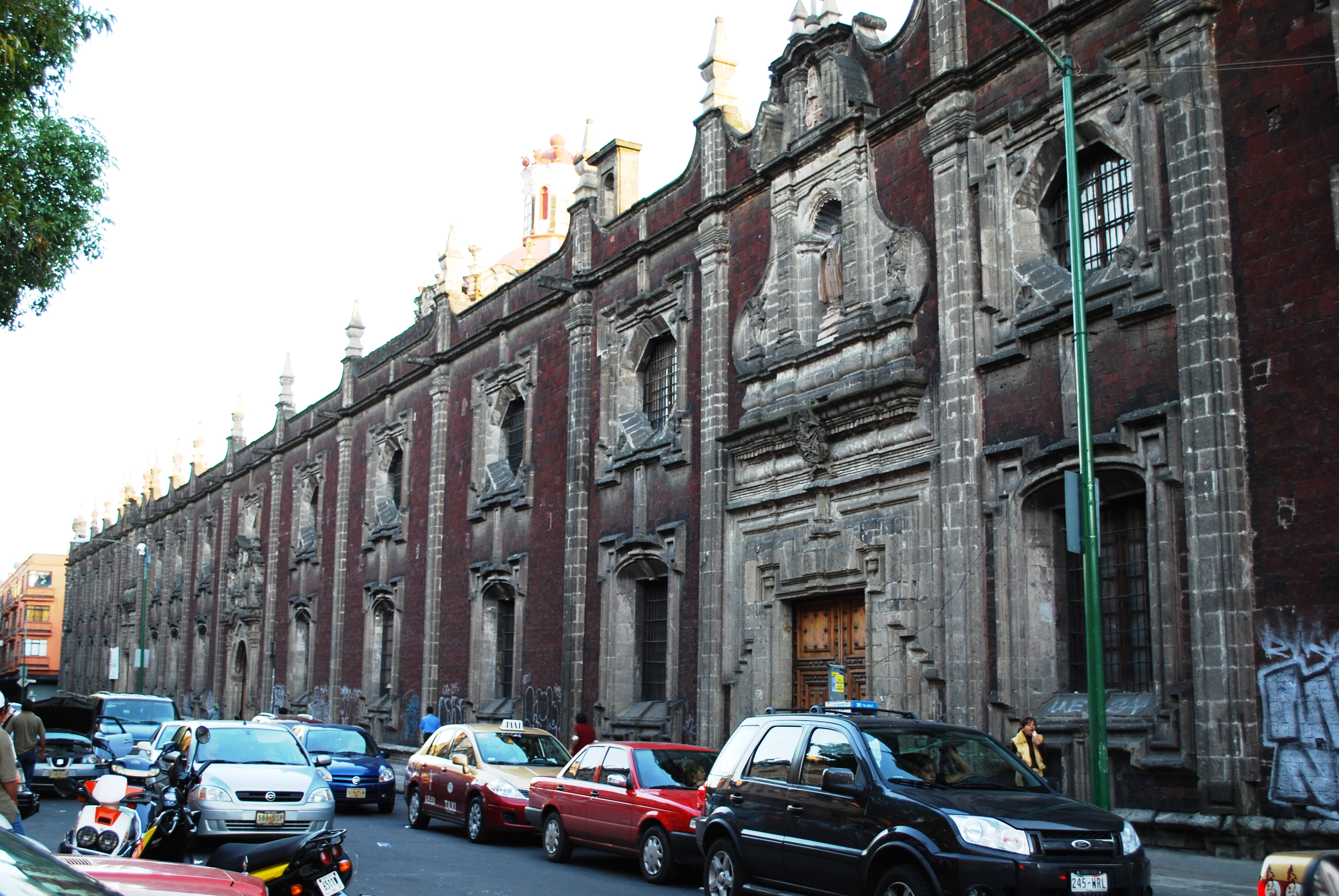
El Colegio de las Vizcaínas.

El Colegio de las Vizcaínas se fundó en 1732 en la Ciudad de México en 1732 por un grupo de vascos, los cuales pertenecían a la Cofradía de Nuestra Señora de Aránzazu. Los principales impulsores del colegio fueron Francisco de Echeveste, Manuel de Aldaco y Ambrosio Meave, comerciantes que habían sido cónsules del consulado de México. Estos preocupados por la situación de las mujeres en las Nueva España decidieron crear el colegio. La razón principal del colegio era albergar, educar y amparar a niñas huérfanas y mujeres viudas, pagando su educación y manutención.
Durante la construcción del Colegio de las Vizcaínas se aceptaron donaciones voluntarias, Francisco de Echeveste donó 3,000 pesos y Manuel de Aldaco 2,000 pesos. El que en entonces era arzobispo de México, Juan Antonio de Vizarrón y Eguiarreta donó 6,000 pesos, poco tiempo después de empezar la obra se habían reunido en más de 40,000 pesos en donaciones.

## Legado y muerte

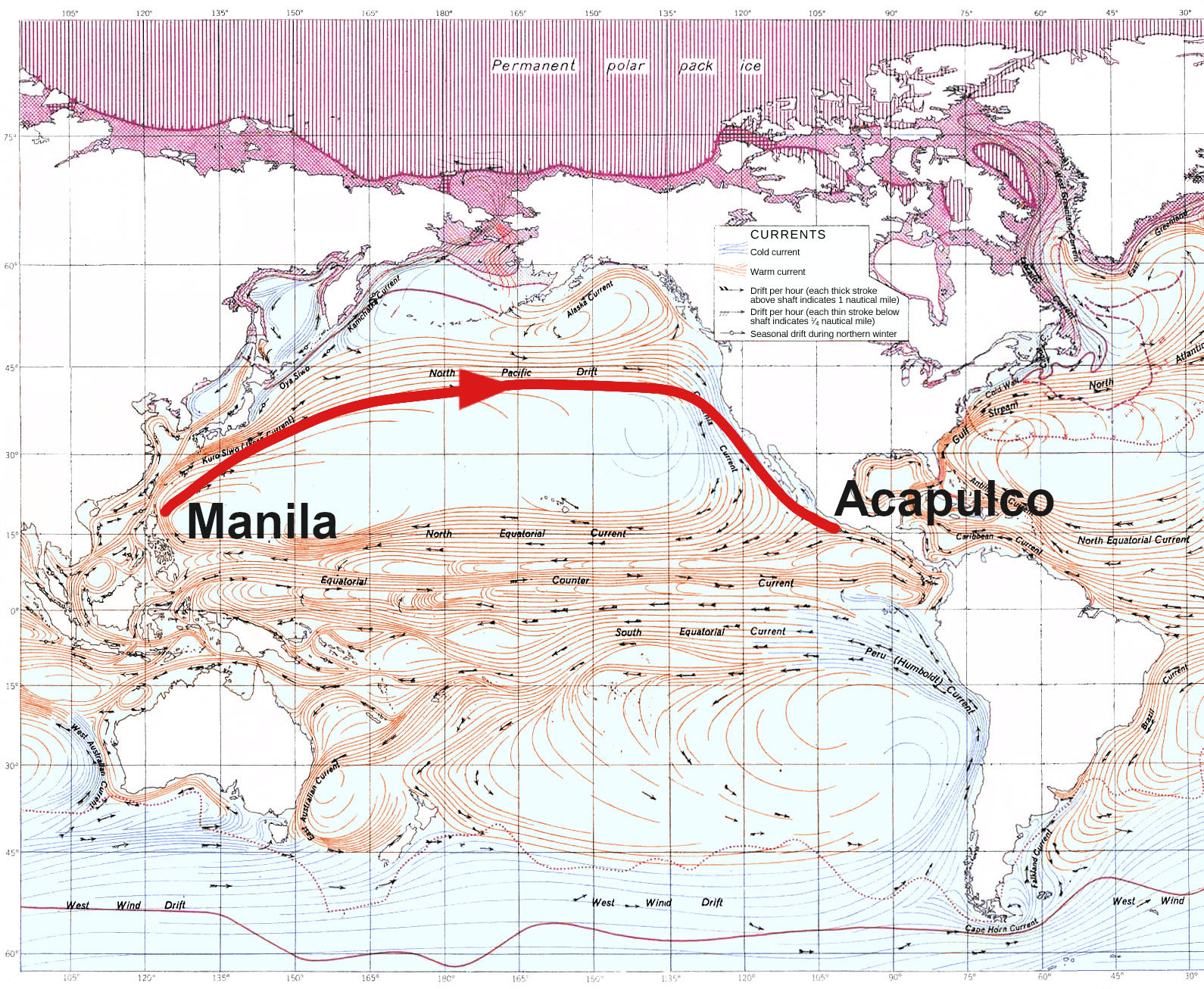
Echeveste fue una pieza fundamental en el comercio con Filipinas.

Francisco Echeveste junto con Manuel Aldaco y Ambrosio de Meave son considerados los mayores impulsores de la fundación del Colegio de las Vizcaínas. En el Colegio se encuentran sus retratos, del retrato de Francisco Echeveste se hizo una copia la cual se envió al País Vasco.
Francisco Echeveste redactó su testamento “haviendo dexado por sus alvazeas (...) a los señores Don Manuel de Aldaco, Don Ambrosio de Meabe, y Don Juan Joseph de Echevezte”, Manuel Aldaco y Ambrosio de Meave emplearon el dinero para financiar distintas obras. Tales como la torre de la iglesia de San Salvador de Usúrbil, Colegio de las Vizcaínas y la ermita de San Francisco de Asís en Aginaga. Parte del dinero se usó para el Colegio de las Vizcaínas, donó 80,000 pesos para la educación de las mujeres del colegio.
El 20 de octubre de 1753 falleció soltero en la Ciudad de México, poco antes de cumplir 80 años.